# Knapp, Quận Dunn, Wisconsin
Knapp là một làng thuộc quận Dunn, tiểu bang Wisconsin, Hoa Kỳ. Năm 2006, dân số của làng này là 421 người.